# Књига Самуилова
Књига Самуила (хеб. ספר שמואל, Сафер Шамуел), 1. Самуилова и 2. Самуилова, је једна од пророчких књига (хеб. נְבִיאִים, Невим - „Пророци”) хришћанског Старог завета и хебрејског Танаха. Писање ове књиге се приписује тројици старозаветних пророка Самуила, чије име носи књига, Гада и Натана. Време ове књиге је смештен у периоду 12. и 11. века п. н. е. Место радње је Ханан.

## Композиција
Књига Самуилова у данашњем облику је подељена на 1. и 2. Самуилову. Прва књига саржи 31 поглавље, а друга књига 24 поглавља. Књига Самулиова такође може бити подељена у три тематске целине:
- Доба судије Самуила (од првог то седмог поглавља прве Самуилове)[2]
- Доба краља Саула (од осмог до тридесет и првог поглавља прве Самуилове)[3]
- Доба краља Давида (друга књига Самуилова)[4]

### Кратак Опис

#### Доба судије Самуила
На почетку књиге Израелце још увек воде судије. И упознајемо се са Самуиловом мајком Аном, која није могла да има деце. Због тога је обећала Богу (Јехови), да ако добије дете даће га да служи Богу. Бог јој је подарио сина кога је она одвела код првосвештеника Илије који се бринуо за њега. Због покварености свештеника у Израелу, између којих су били и синови Илије, Бог је преко младог Самуила пренео осуду осталим пророцима. Казна је била напад Филистејаца, када су Израелци почели да губе донели су заветни ковчег у војни логор мислећи да ће им то помоћи. Али десило се супротно Филистејци су победили и однели ковчег са собом.
Након што су га однели, Филистејци трпе страшне болести и заразе које је Бог послао, што доводи до тога да га Филистеји врате Израелцима. Након тога Бог је стално био на њиховој страни и Самуило је судио много година у израелу.

#### Доба краља Саула
Самуила је задесила иста не срећа као и Илију, његови синови су били корумпирани. Народ је почео да се буни, користећи Самуилове синове као изговор, тражили су да добију краља. Богу се није допало то што су желели да буду попут других народа и да одбаце начин на који их он води, али им је ипак допустио да добију краља. Самуило је зато поставио Саула из Венијаминовог племена које је било најмање, а Саул је био најпонизнији и најскромнији међу њима. До те мере да се сакрио када је дошао Самуило. Тада је почело доба краљева у Израелу. Саул је кроз године ратовања са околним народима утврдио своје краљевство али у многим приликама је био непослушан Богу, постао је поносан, не стрпљив и охол. Због тога је Бог послао Самуила код Јесаја, из Јудиног племена, да изабере наследника Саулу. Онај ког је изабрао био је млади пастир Давид, који је касније убио Голијата и донео победу Израелу. Он је растао на двору код Саула и био је успешан војсковођа. Због његове славе међу народом Саул га је замрзео и покушао да га убије док је свирао. Али он је преживео и успео да побегне, за њим је кренуло и мноштво ратника. Након тога Саул занемарује опасност околних непријатеља и јури Давида кроз Ханан. За то време Филстејски кнезови су уједнили војске и кренули у напад. Саул се нашао у још једној бици са Филистејима, код горе Гелвуји, али овог пута Бог му није помогао да победи, већ су у бици страдали његова три сина и он је тешко рањен. Нако чега је извршио самоубиство, и Давид је постао нови краљ.

#### Доба краља Давида
Вест да је Давид крунисан од стране Јудиних старешина није се свидела свима. Зато је Авенир заповедник Саулове војске поставио Исвостеја, Сауловог сина, за краља. Он је врло кратко владао све док га његове војсковође нису издале и убиле. А Авенир је прешао на Давидову страну али га је касније убио војсковођа Јоав као крвна освета за брата. Након убиства Исвостеја сва племена су Давида помазала за краља. Након тога је постао краљ уједињеног краљевства Израел. Пошто је Бог био на Давидовој страни, краљевство Израел напредује и бива све моћније. На почетку владавине Давид заузима Јерусалим и начинио га је својом престоницом. Његова владавина није праћена миром него сталним ратовањима са околним народима, ти ратови су проузроковали враћање свих територија које су припадале Израелу. Давид је такође хтео да сагради храм Богу и тамо смести заветни ковчег, али му је Бог преко пророка Натана рекао да је он ратник и да треба да пусти његовог потомака да саградити храм. Још једно обећање које је Бог пренео Давиду, преко Натана, било је да ће његов дом заувек бити чврст, тј. да ће месија доћи из његове лозе. Након свих ових догађања и успешног владања Давид почиње да греши Богу. Пожелео је жену његовог војника Урије и зато је наредио да се он стави на место где је највећи жар борбе. Урија је погинуо а Давид му је узео жену, Витсавеју. Са њом је имао два сина први је умро по рођењу јер је настао из прељубе, а други је био будући краљ Соломон. Давид се јако покајао за своје грехове и Бог му је опростио грехе. Али мир није пратио његов дом, његов најстарији син Амнон је силовао своју полусестру Тамару и због тога га је његов полубрат Авесалом убио. Авесалом у страху од краља бежи и скирва се 3 године све док Давид није показао милост Авесалому. Упркос Давидовој доброти, по повратку Авесалом почиње да кује заверу против Давида како би му узео престо. Убрзо Авесалом диже попобуну и тера Давида на скривање. Многе Давидове верне слуге су остале уз Авесалома и криво га саветовали. Авесалом је владо све док се није сусрео са Давидовом војском, по савету мудраца, и изгубио. Док је бежао са бојишта запео је о уско грање дрвећа, када га је заповедник Јоав пронашао оглушио се о наредбу да му се поштеди живот и убио га. Давидова владавина и касније није била мирна догодила се још једна велика побуна Саулових присталица и непрекидни ратови са Филистејима.
Књига се овде завршава, наставак причи о краљевима се наставља у књизи Цареви.

## Историјска позадина

### Аутентичност
Радња ове књиге се одвија у периоду 12. и 11. века п. н. е, а најстарији препис ове књиге налази се у свицима са мртвог мора који се датирају на први век н.е.
Ова књига је од великог религиског и историјског значаја многим научницима. И ако је већи део књиге и даље не поткрепљен материјалним доказима, неки материјални извори говоре у прилог аутентичности ове књиге. 
Стела из Тел Дана на осмој и деветој линији свог текста помиње "краља Изреала" и "Давидов дом"(династију). Што доприноси потврди постојања краља Давида о коме део књиге Самуила и говори. Ова стела је исписана на Арамејском језику и датирана је на период између 870 и 750 године п. н. е. 
Стела Моавског краља Меше на 31. линији свог текста такође помиње "Давидов дом" (династију) када говори о владарима древног Ханана. Што је још један материјални доказ постојања краља Давида. Ова стела је исписана на Моавском језику и датирана је на 840 годину п. н. е.
Амунов храм у Карнаку, горњи Египат. У хијероглифском тексту који је исписан на јужном зиду овог храма исписан је текст који говори о региону који је добио име "Давидов вис"(висораван). Специјалан значај овог текста је то што је датиран на крај 10. века п. н. е. Што је отприлике 50 нагодина након Давидове смрти. И најстарији је текст који помиње краља Давида.

### Данашњи облик
Првобитно књига Самуила била је само један свитак тј. једна књига што доказују Масоретске белешке. У Септуагинти је ова књига подељена на 1. и 2. Царевима, а друге две књиге о Царевима као трећа и четврта. С преводом на латински, Вулгата је наследила исту поделу што се задржало до дан данас. У неким Библијама су ове две књиге и даље једна.

### Етимологија
Ова књига је добила назив по приписаном писцу Самуилу и ако се приписује и другима. 

## Религијски значај
Ова књига је део канонског старог завета код многох религија. Као канон препознаје је Православно хришћанство, Римокатоличко хришћанство и многе друге хришћанске цркве. Она је такође саставни део збирке хебрејских светих списа, познат као Танах. Надаље ови текстови су поштовани и међу муслиманима. Ислам препознаје Самуила и Давида као пророке.

## Галерија
- Ана доводи Самуила код Илијe
- Самуилова гробница
- Битка на гори Галвуји
- Смрт Исвостеја
- Давид свира Саулу на двору, Ернест Џосепсон
- Авесаломова смрт
- Давид оплакује Авесаломову смрт